# Галас Тарас Андрійович
Тарас Андрійович Галас (нар. 1 березня 2004, с. Забойки, Тернопільська область, Україна) — український футболіст, атакувальний півзахисник київського «Лівого берегу».

## Життєпис

### Ранні роки
Народився в селі Забойки Тернопільської області. Вихованець ДЮСШ Тернопільського району. У ДЮФЛУ виступав з 2017 по 2021 рік за ДЮСШ ФА «Тернопіль». Дорослу футбольну кар'єру розпочав 2021 року в складі «Тернополя-ТНПУ». У 4-х матчах чемпіонату Тернопільської області відзначився 3-ма голами.

### «Мункач»
23 липня 2021 року підписав свій перший професійний контракт, з «Мункачем». У футболці мукачівського клубу дебютував 24 липня 2021 року в переможному (1:0) домашньому поєдинку 1-го туру групи А Другої ліги України проти «Чернігова». Тарас вийшов на поле в стартовому складі та відіграв увесь матч. Першим голом у професійному футболі відзначився 12 вересня 2021 року на 73-й хвилині переможного (4:3) виїзного поєдинку 8-го туру групи А Другої ліги України проти борщагівської «Чайки». Галас вийшов на поле в сатартовому складі та відіграв увесь матч. У сезоні 2021/22 років зіграв 19 матчів (2 голи) у Другій лізі України та 1 поєдинок у кубку України.

### «Ворскла»
Наприкінці серпня 2022 року вільним агентом перебрався у «Ворсклу». У сезоні 2022/23 років виступав в юнацькому чемпіонаті України. У Прем'єр-лізі України дебютував 26 лютого 2024 року в програному (0:1) виїзному поєдинку 18-го туру проти луганської «Зорі». Тарас вийшов на поле на 84-й хвилині замість Сергія Мякушка. У весняно-літній частині сезону 2023/24 років виходив на поле в 3-х поєдинках вищого дивізіону чемпіонату України, в усіх випадках — з лави запасних на заключні хвилини.

### «Лівий берег»
13 липня 2023 року вільним агентом перейшов до «Лівого берегу». Дебютував за столичний клуб 26 липня 2024 року в переможному (5:4, серія післяматчевих пенальті) півфінальному поєдинку Турніру за місце в УПЛ проти харківського «Металіста 1925». Галас вийшов на поле на 67-й хвилині замість Олега Синиці. У Прем'єр-лізі України за «Лівий берег» дебютував 4 серпня 2024 року в програному (0:1) виїзному поєдинку 1-го туру проти черкаського ЛНЗ. Галас вийшов на поле на 73-й хвилині замість Олега Синиці.